# Церковь Успения Пресвятой Богородицы (Красное)
Церковь Успения Пресвятой Богородицы — православный храм Ликино-Дулёвского благочиния Московской епархии. Расположен в селе Красное Орехово-Зуевского городского округа Московской области.

## История
В 1851 году на средства Луки Андреевича Кознова была построена каменная церковь Успения Пресвятой Богородицы с приделами в честь святого Николая и святой мученицы Агриппины. Позднее была устроена колокольня и проведена внутренняя отделка церкви.
По данным 1890 года в состав прихода, кроме села, входили деревни: Красная, Бекетовская, Кузнецы, Тархановская, Слобода, Чертовиха, Велино, Вершино, Зворково, Старая, Дылдино, Верещагино, Каменец и Запутное.
В 1937 году церковь закрыли.
В 1991 году была зарегистрирована православная община Успенского храма, а в 1995 году в церкви возобновились регулярные богослужения.